# L'Escamoteur
L'Escamoteur, parfois désigné sous Le Jongleur, ou Le Bouffon ou encore Le Prestidigitateur est une huile sur bois attribuée au peintre néerlandais Jérôme Bosch. Réalisé entre 1475 et 1505, il est conservé dans un coffre-fort au Musée municipal de Saint-Germain-en-Laye.

## Histoire de l’œuvre
Il existe cinq versions connues de ce tableau ainsi qu'une gravure, mais la plupart des experts pensent que sa version originale est l'exemplaire qui fait partie des collections du Musée municipal de Saint-Germain-en-Laye, exemplaire qui est gardé sous clé dans un coffre-fort, et qui n'est prêté qu'à titre exceptionnel pour des expositions spéciales en France et à l'étranger. Le 13 décembre 1978, le tableau a été volé au musée par un commando où figuraient notamment Jean-Marc Rouillan et Éric Moreau, qui seront plus tard à l'origine du groupe terroriste anarcho-communiste Action directe (AD). L'Escamoteur sera retrouvé le 2 février 1979. Un journal titre alors malicieusement « L'Escamoteur escamoté ».
À la suite de ce vol, le musée municipal de Saint-Germain-en-Laye a fermé définitivement ses portes et le tableau ne fait plus l'objet d'une exposition permanente.
Le tableau, une huile sur bois, mesurant 53 × 65 cm, provient du legs testamentaire de Louis Alexandre Ducastel (1793-1872). Ce dernier, notaire à Saint-Germain-en-Laye depuis 1813, est membre du conseil municipal et maire provisoire en août 1835 et en 1839. La collection semble surtout avoir été constituée par son père Alexandre Jean Ducastel mentionné comme artiste-peintre et collectionneur.

## Le contexte de l’œuvre

### L'artiste
L'Escamoteur fait partie d'un groupe d'œuvres, réalisées à partir de 1475. Peint sur deux planches de chêne assemblées horizontalement, c'est une des premières scènes dites « de genre », c'est-à-dire reproduisant des laïcs dans l'univers réel. Jusqu'alors, en effet, les artistes se cantonnaient aux représentations mythologiques, religieuses ou historiques. Dans ces tableaux, les démons font déjà, ici et là, une apparition furtive, mais ils ne règnent pas encore en maîtres.
Au cours d'une exposition à Rotterdam, les panneaux de bois sur lequel il a été peint sont analysés. Si l'on considère le temps nécessaire à l'assèchement du bois et la date plausible de l'abattage de l'arbre (1485), le tableau — aux dires des experts — ne peut avoir été peint avant 1496. Le peintre approche alors de la fin de sa carrière. Certains pensent qu'il en a laissé l'exécution à un membre de son atelier, Gielis Panhedel de Bruxelles. Ce qui prédomine, semble-t-il, c'est le regard inquisiteur et critique du peintre sur son temps. Dans La Nef des fous (v. 1500), il montre par exemple un moine et une nonne qui, au lieu de se préparer au royaume de Dieu, font bombance et se divertissent avec des jeux enfantins et érotiques. Dans l'Escamoteur, il cherche à dénoncer la crédulité de ses contemporains.

### Le lieu
Petite ville de province aujourd'hui, Bois-le-Duc est au siècle de Bosch l'une des plus importantes villes marchandes des Pays-Bas. Elle passe de 2 930 ménages en 1472 à 3 496 ménages en 1496, soit environ 25 000 habitants. La croissance urbaine d'alors entraîne également une augmentation des vols. Dans les villes où la population est stable, le meilleur moyen de se prémunir contre le vol est le contrôle réciproque. Les gens vivent dans un espace restreint, tout le monde se connaît. Le contrôle devient plus difficile quand des étrangers viennent s'établir dans la ville. Mais ceux que l'on considère d'un œil extrêmement méfiant sont les vagabonds qui se déplacent de ville en ville au gré des foires. En France, les tribunaux emploient alors la subtile formule de « demeurant partout », ce qui revient à dire qu’ils ne demeuraient nulle part.
La catégorie des vagabonds comprend les conteurs, les ménestrels, les bateleurs, les bouffons, les barbiers-chirurgiens, les charlatans, c'est-à-dire tous ceux qui, en général, cherchent leur public dans les foires. Promesses d'argent facilement gagné, les villes en plein essor les attirent tout particulièrement.

## Description

### La scène

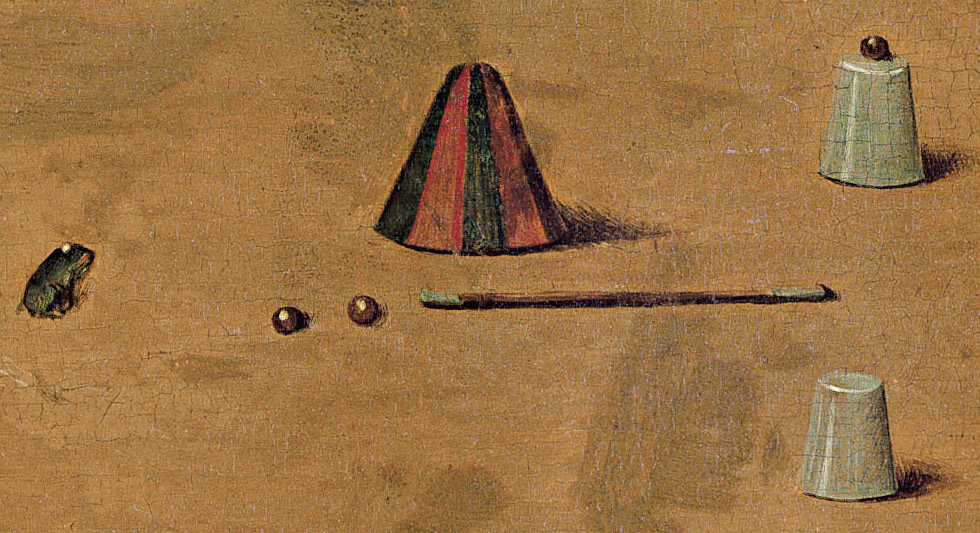
La table de jeu. On y distingue une baguette, deux gobelets, plusieurs muscades et une grenouille.

L'ordonnance du tableau est simple et claire. Un prestidigitateur vient d'exécuter un tour. Deux gobelets et deux noix de muscade sont sur la table. Une troisième muscade est posée sur un gobelet… la quatrième est dans la main droite du magicien ; sa main gauche dissimule un objet qu'il utilisera dans son prochain tour.
Toujours sur la table, une « baquette magique » et une grenouille, échappée peut-être de la bouche du personnage central qui se penche en avant, car entre ses lèvres se dessine la silhouette d'une seconde grenouille. Au bout de la rangée des spectateurs et revêtu d'une bure, se tient un homme qui est occupé à couper la bourse du personnage penché. Le vide-gousset et le bateleur sont-ils complices ? La question reste en suspens, mais à l'évidence, ce petit spectacle n'est qu'un prétexte, un « attrape-nigaud », dont la finalité est de détrousser le chaland.

### Les personnages

#### L'escamoteur

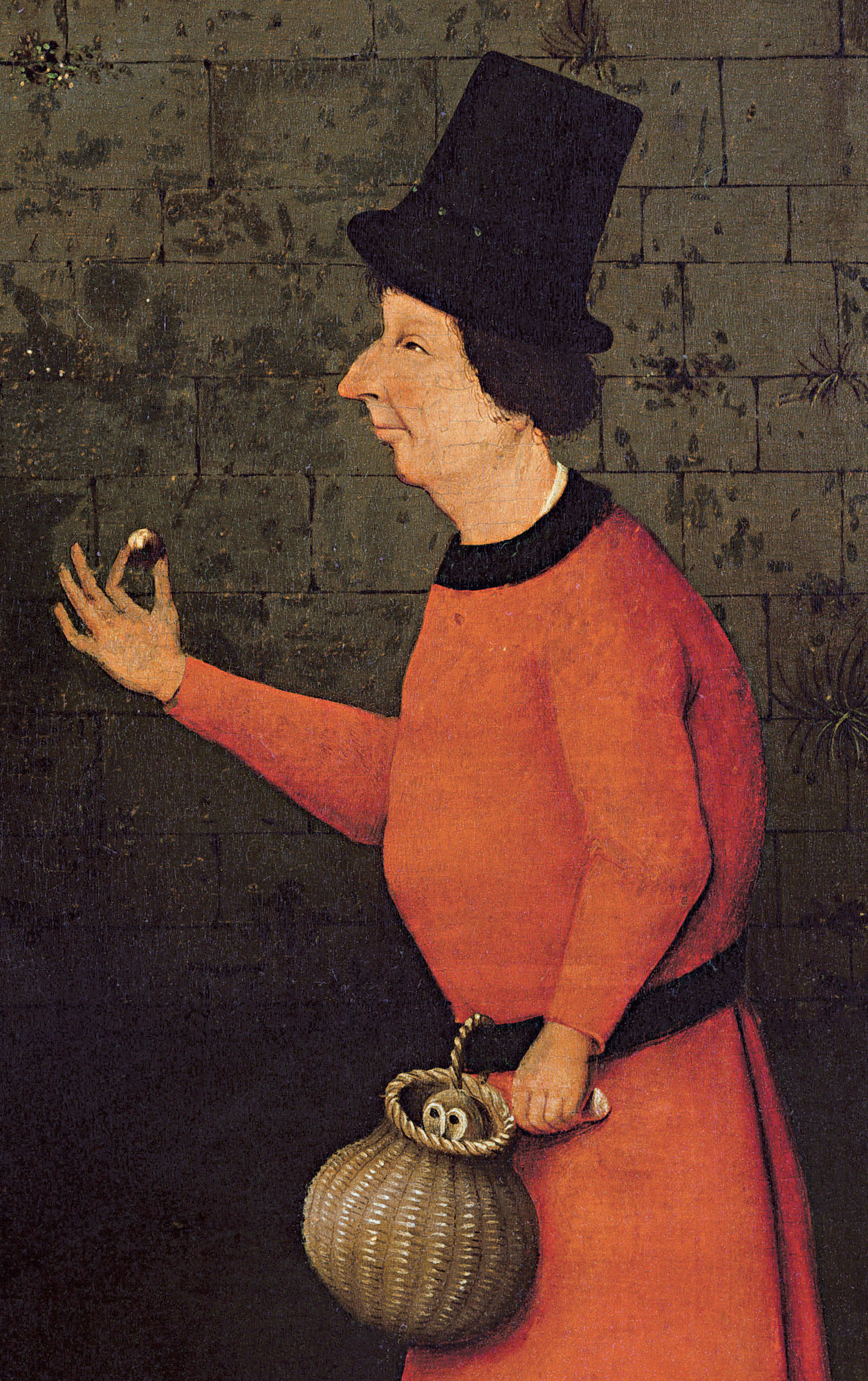
Détail : l'escamoteur tenant dans sa main une noix de muscade. À sa ceinture, un panier contenant une chouette.

Le tableau montre un escamoteur en train de faire son tour devant un groupe de badauds. L'escamoteur tient dans sa main droite la muscade (ou une boule de liège, appelée autrefois « escamot ») qu'il fera apparaître et disparaître sous les cônes. Il est isolé à droite du tableau : son origine sociale le classe parmi les marginaux. Il incarne en fait le monde réel, avec ses tromperies, ses artifices. Ses tours de passe-passe détournent les badauds de ce qui est important. En l'occurrence le bourgeois qui, hypnotisé par le jeu, se fait subtiliser sa bourse par un complice du magicien. Il « vomit des grenouilles… à moins qu'il ne les gobe » (on dirait aujourd'hui « avaler des couleuvres »).
L'illusionniste ne dit pas ce qu'il fait et fait ce qu'il ne dit pas. Il joue avec les apparences et excelle à détourner l'attention du public de l'essentiel. Il est l'équivalent du bonimenteur dans le registre du spectacle, et du charlatan dans celui du commerce…

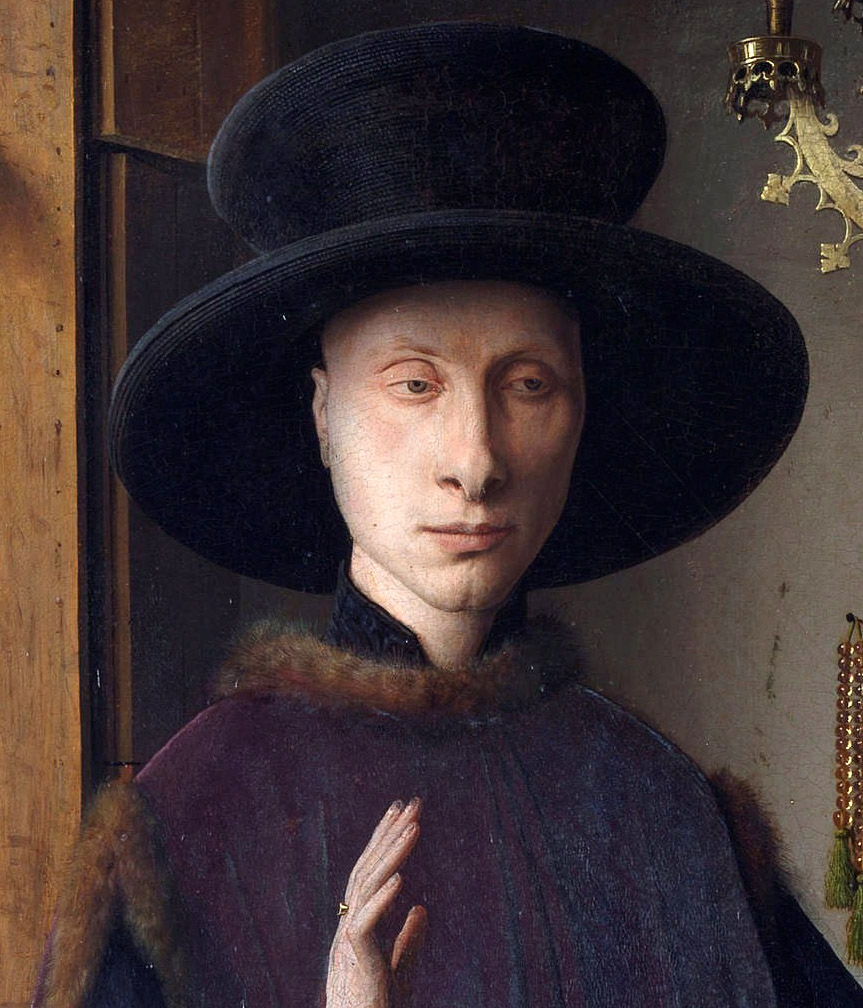
Giovanni de Arrigo Arnolfini, portant un chapeau similaire à celui de l'escamoteur. Les Époux Arnolfini (van Eyck).

De tous les hommes du tableau, le bateleur-escamoteur est le seul à porter un grand chapeau noir, de type « haut-de-forme », qui est encore aujourd'hui l'un des attributs vestimentaires des magiciens. On trouve deux autres magiciens portant ce type de chapeaux dans l’œuvre de Bosch, l'un dans Le Chariot de foin et l'autre dans La Tentation de saint Antoine. Mais cette coiffure particulière est surtout portée par les nobles de la cour de Bourgogne au début du XVe siècle, puis par les riches bourgeois, comme on peut le voir dans Les Époux Arnolfini, tableau peint par Jan van Eyck en 1434.
À l'époque de Bosch, les vagabonds utilisaient probablement ce symbole de la noblesse et de la haute bourgeoisie pour se donner un air respectable. Le bateleur du tableau, avec ses dons d'hypnotiseur, ne fait visiblement pas exception à la règle. Mais il est possible que Jérôme Bosch ait eu autre chose en tête que de simplement caractériser une « catégorie professionnelle ». Peut-être voulait-il glisser une allusion (comme il le fera avec l'habit du voleur), le chapeau renvoyant aux seigneurs de l'époque, les Habsbourg et les ducs de Bourgogne. Beaucoup de Flamands s’étaient d'abord rebellés contre les ducs de Bourgogne, les accusant de profiter sans scrupule des richesses du pays. Sous les Habsbourg, leur situation ne s’améliore pas et les Flamands continuent à être opprimés et exploités.
Défenseurs des intérêts séculiers et spirituels du pape, les Habsbourg encaissaient en contrepartie un dixième des bénéfices des églises situées sur leur territoire. Les Dominicains étant les auxiliaires les plus précieux du pape dans la lutte contre l’hérésie aux Pays-Bas, il était naturel que le grand-duc Maximilien, premier Habsbourg à régner sur la Bourgogne, collabore étroitement avec eux. Quand il se rendait à Bois-le-Duc, il résidait dans leur cloître, indiquant ainsi à tous les habitants de la ville qui étaient ses alliés.
On peut donc imaginer que dans son tableau, Bosch ait voulu non seulement ridiculiser l’ordre des Dominicains, mais également critiquer cette alliance : les grands seigneurs et les dignitaires de l’Église se liguent contre le peuple pour lui voler ses deniers.

#### Le joueur, personnage central

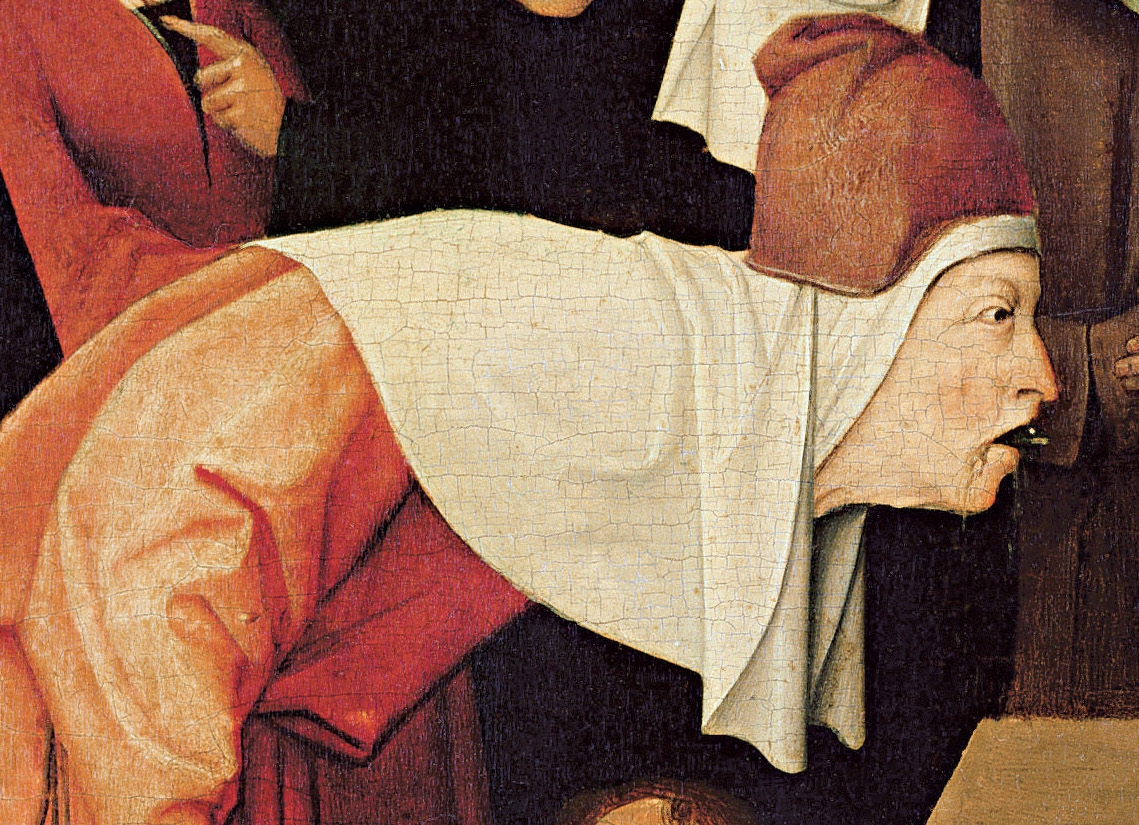
Le joueur, peut-être Jean Molinet, en train de régurgiter une grenouille.

Le personnage qui semble régurgiter une grenouille est généralement considéré comme un homme d'un rang assez élevé. La clef suspendue à sa ceinture ferait allusion à la clef de saint Pierre et, par conséquent, à la papauté, une institution puissante mais peu aimée à l'époque. Pourtant, son profil pourrait être aussi celui d'une vieille femme — la même clef, peinte bien en évidence, étant aussi l'attribut de la femme au foyer.
Les deux Dominicains allemands — Henri Institoris et Jacques Sprenger — qui rédigèrent jadis le Malleus Maleficarum (ou Marteau des sorcières) en 1486, manuel à l'usage des inquisiteurs, pencheraient certainement pour la seconde hypothèse, tant ils considéraient la femme comme un être particulièrement crédule, se laissant plus souvent séduire par le Diable que l'homme.
Le bateleur exerce son pouvoir sur le personnage central sans le toucher, sans même lui parler, car sa bouche reste fermée. Il travaille avec son regard. La puissance du regard est dénoncée dès les premières pages du Marteau des sorcières. Pour les auteurs, l'explication est simple : le mauvais œil « contamine l'air », cet air vicié enveloppe la victime et provoque une transformation néfaste dans son corps.
Certains commentateurs ont cru identifier dans le personnage du nigaud Jean Molinet (1435-1507), chanoine et poète réputé pour ses prétentions littéraires ; ce « Prince des Rhétoriqueurs » avait eu des démêlés avec Jérôme Bosch à la cour des ducs de Bourgogne.

#### Le voleur

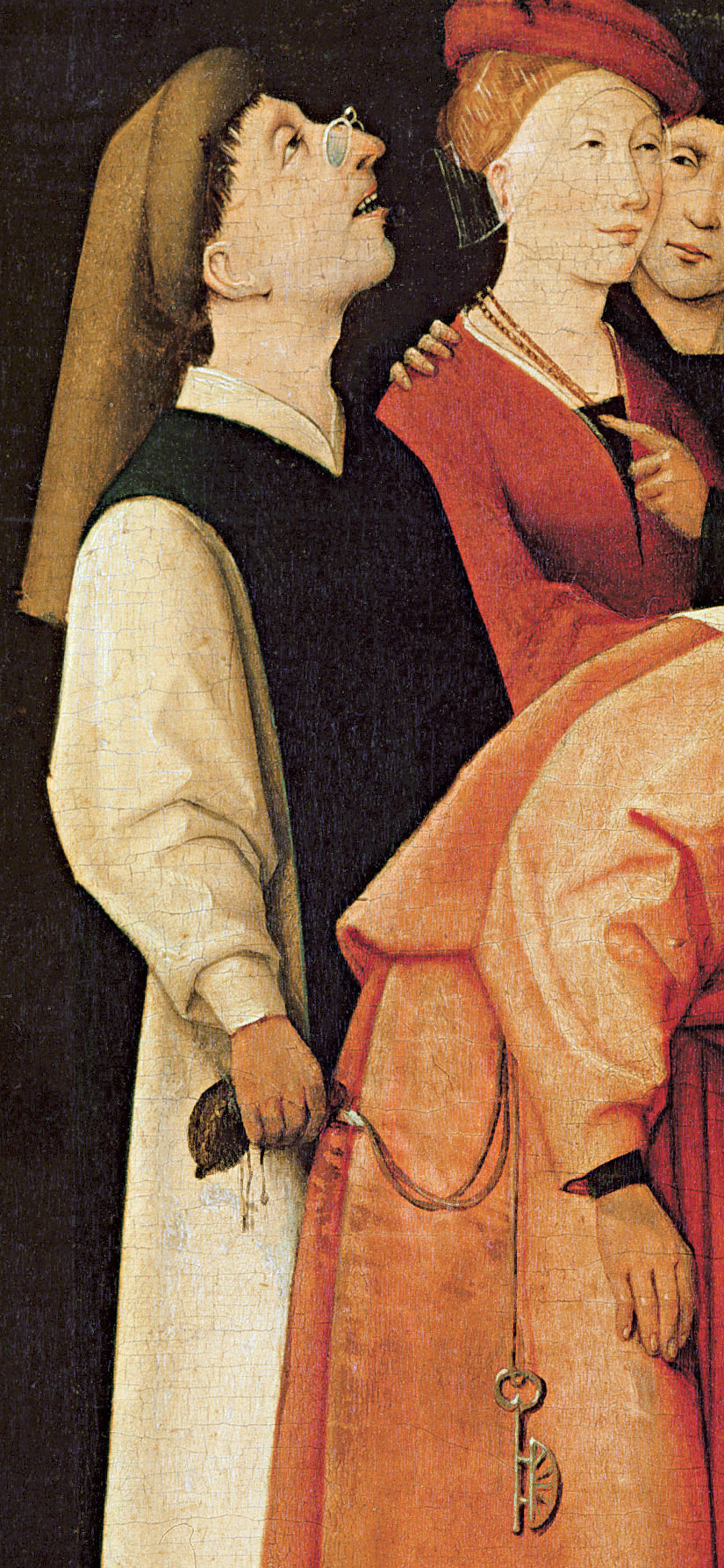
Le voleur, dérobant la bourse du joueur

À gauche du tableau, debout derrière le personnage central, se tient le voleur « béat, chaussé des binocles du savant, les yeux au ciel, [qui] profite de l'attention-inattention de tous pour accomplir un vol en coupeur de bourses aguerri ». L'habit du voleur évoque la bure d'un frère convers de l'ordre des Dominicains. Même si la cordelière et la capuche font défaut, la robe claire et le scapulaire sont des indices suffisants. En revanche, sa coiffure est tout à fait profane.
À la fin du XVe siècle, les Dominicains sont aussi puissants que controversés et l'allusion contenue dans le personnage du voleur n'est certainement pas fortuite. Confiée aux Dominicains en 1223 par le pape Grégoire IX, l'Inquisition est alors l'instrument de leur puissance. En 1484, le pape Innocent VIII déclare dans une bulle que de nombreux pêcheurs ont renié la foi catholique et conclu des pactes charnels avec les démons. Par leurs formules magiques et leurs incantations, par leurs invocations, leurs malédictions et autres sortilèges abjects, ces pécheurs ont nui aux hommes et aux animaux. La terreur de la sorcellerie tourne alors au délire collectif.
Certaines voix parmi les humanistes s'élèvent contre la chasse aux sorcières et contre l'Inquisition. Leur porte-parole Érasme (1469-1536) déclare même que le « pacte avec le diable était une invention des maîtres de l'hérésie ». Le tableau de Jérôme Bosch contient vraisemblablement un message identique : le bateleur et le religieux, soi-disant si pieux, travaillent en fait main dans la main : les inquisiteurs se nourrissent de l'hérésie qu'ils sont censés combattre. Cette idée sera reprise plus tard par Friedrich Nietzsche dans la Généalogie de la morale (1887).

#### Le public
Le groupe de badauds présente un condensé de la société bourgeoise hollandaise de l'époque. À la fin du Moyen Âge, aux Pays-Bas, région qui connaît alors un grand essor commercial, la bourgeoisie prend conscience de son pouvoir sur la société. Le travail et son corollaire, l'argent, sont des valeurs montantes. Mais elles entrent en contradiction avec la culture religieuse, alors omniprésente, ici représentée par une nonne au regard désapprobateur, qui semble ne pas se laisser prendre au jeu.
Quoi qu'il en soit, dans l'assistance peu de personnages paraissent se rendre compte de la manipulation. Certes, le compagnon de la jolie femme semble lui dévoiler le « pot-aux-roses », mais le petit sourire de sous-entendu et les yeux au ciel de la jeune dame montrent que, loin d'être scandalisée, elle reconnaît en l'escroquerie le train du monde.
L'homme sans chapeau (un ouvrier ou un paysan) fustige l'attrait des foules pour le jeu ou l'audace du larcin. Enfin, un peu plus loin, l'homme au chapeau de fourrure marron ferme les yeux et se laisse guider en aveugle par le gros personnage jovial qui semble, lui, s'amuser de la situation.

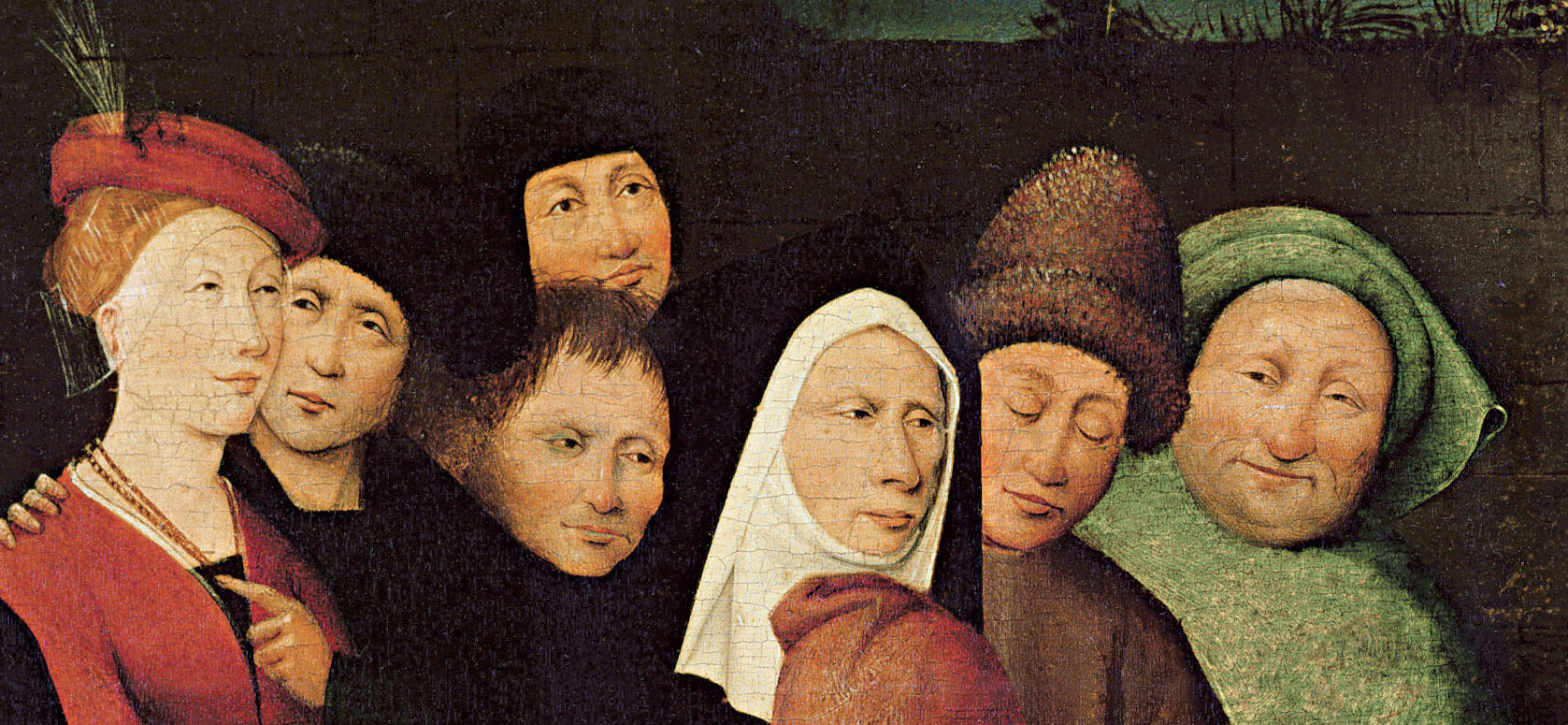
Les badauds

#### L'enfant

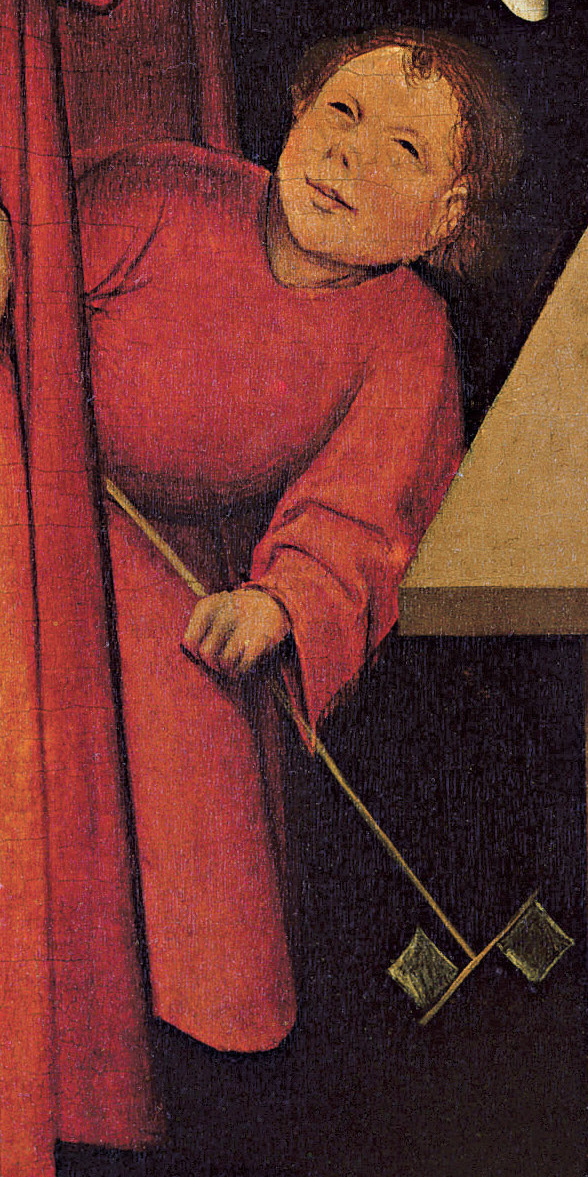
L'enfant se moquant du joueur, dans sa main un moulinet

Aux côtés du personnage central, un enfant joue avec un moulinet. Certains historiens de l'art lui attribuent un sens caché : il s'agirait d'un rappel des armoiries de Jean Molinet. Allusion ou pas à un ennemi déclaré, le demi-sourire de l'enfant illustre le proverbe flamand : « Celui qui se laisse séduire par des jongleries perd son argent et devient la risée des enfants. »
Un autre proverbe flamand, publié et très répandu vers 1480 dans la ville natale de Bosch, Bois-le-Duc, au moment de la réalisation du tableau, est : « Il n'y a pas plus fou qu'un fou consentant. » Bosch utilisera d'autres proverbes pour servir de base à ses tableaux, tel que « La vie est comme un chariot de foin, chacun en prend ce qu'il peut », pour son tableau Le Chariot de foin.

### Les animaux et leur symbolique
Le recours aux animaux permet à l'artiste de véhiculer un message de manière détournée, au moyen d'allusions et de symboles dont le sens était largement connu à l'époque où est peint ce tableau.

#### Le hibou, la chouette
La chouette (ou le hibou) placée dans le panier du magicien a une signification ambiguë, ambivalente. D’un côte, elle est l’oiseau de la sagesse, l'intelligence, mais elle est aussi l’oiseau des ténèbres, volant la nuit en même temps que les sorcières. Par ailleurs, la chouette est également utilisée pour symboliser la folie dans l’imaginaire flamand. La chouette était l’un des animaux favoris de Bosch qui la représente dans plusieurs tableaux, et notamment sur l’arbre qui figure dans La Nef des fous. L'oiseau présent dans le panier attaché à la taille de l'escamoteur symbolise donc son intelligence, mais une intelligence diabolique. En effet, l’Église désapprouve le jeu et le gain facile.
D’autres voient dans ce panier, non pas un oiseau mais un singe, animal courant dans les foires médiévales. Le singe est lui le symbole de la ruse, de l’envie et de la lubricité. Qu’il s’agisse d’un singe ou d’une chouette, l’animal sert à caractériser l’homme qui le porte à sa ceinture.

#### Les grenouilles
Deux grenouilles (ou crapauds) figurent sur ce tableau, l’une est sur la table de jeu alors que l’autre semble sortir de la bouche du personnage central. Cet animal aussi a une symbolique à la fois positive et négative. Les grenouilles qui sautent hors de la bouche du personnage central représentent le fait que la victime lâche prise avec la raison et cède aux impulsions animales.

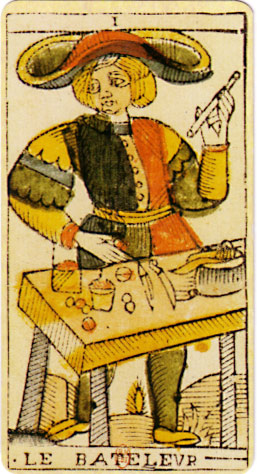
Le Bateleur, carte numéro 1 du jeu de Jean Dodal (début XVIIIe siècle)

Pour beaucoup de théologiens catholiques au Moyen Âge, les grenouilles — animaux vivant et coassant dans la vase — évoquaient irrésistiblement le Diable et les hérétiques. La grenouille était en outre une référence à l’alchimie. Les livres d’alchimie abondaient en illustrations qui, sous forme de cryptogrammes, et de dessins, expliquaient les opérations et les buts des adeptes. Les grenouilles et crapauds représentaient la matière première dont il fallait dissocier l’élément volatil par distillation.
Le but des alchimistes était d’ennoblir l’homme et la matière. Pour y parvenir, il fallait marier les éléments contraires. Dans ses œuvres tardives, Jérôme Bosch s'y réfère à plusieurs reprises avec ses couples copulant dans des cornues. Ce principe des contraires était aussi illustré par l’union du soleil et de la lune — le soleil étant représenté par un cercle et la lune par un croissant. Dans L’Escamoteur, l’ouverture ronde, en haut à gauche, évoque davantage ces deux symboles de l’alchimie qu’une simple fenêtre qui, à vrai dire, semblerait plutôt insolite à cet endroit. On peut distinguer à cet endroit une niche qui abrite un nid et deviner l’ombre d'un oiseau (vraisemblablement une cigogne), qui tend le cou en ouvrant le bec.
Ce qui caractérise les alchimistes au Moyen Âge, c’est leur ambiguïté qui rend leur interprétation malaisée. Jérôme Bosch connaissait et employait les signes des alchimistes et des astrologues ainsi que la symbolique des cartes du tarot. Ces cartes servaient à jouer mais aussi à dire l’avenir. La carte qui correspond le plus au tableau est celle du bateleur avec sa table. Il est vêtu de rouge et a disposé devant lui sa baguette magique, son cornet à dés et des billes. Ce tour de passe-passe consistant à faire passer des billes ou des cailloux d’un godet à l’autre, sans que les spectateurs ne s’en aperçoivent, était déjà pratiqué dans l’Antiquité. Cette carte de tarot signifie la créativité, l’imagination ou l’intelligence, mais parfois aussi la tromperie et la dissimulation. Appelée « le magicien », ou « le bateleur », elle est la carte qui servira plus tard de « joker » dans d’autres jeux de cartes.

#### Le chien

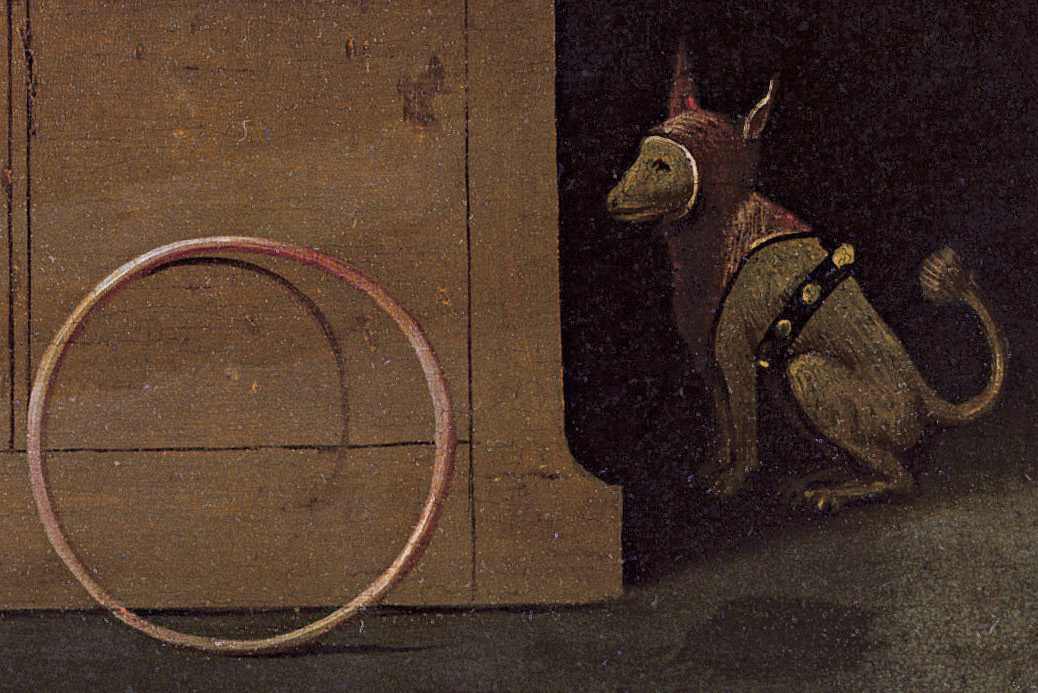
Le chien, assis au pied de l'escamoteur

Pendant que le bateleur montre la muscade au spectateur et se prépare pour un autre tour, un chien de cirque coiffé d'un bonnet de fou et affublé d'une ceinture à grelots est caché derrière la table. Il attend, patiemment, d'exécuter son numéro avec le cerceau.

### Le décor
Le décor est volontairement neutre. L'espace est juste délimité par un mur. Le fait de ne pas ancrer la scène dans un lieu précis permet au peintre de donner une vision intemporelle de la société, d'insister sur une idée forte. En isolant la scène de son environnement, le peintre lui confère ainsi une signification exemplaire.

### Autres versions
Il existe cinq versions de ce tableau,, ainsi qu'un dessin de la main de Bosch, conservé au musée du Louvre, parfois considéré comme le dessin préparatoire de la peinture. Les historiens de l'art ne s'entendent cependant pas entre eux pour déterminer laquelle de ces versions est l'originale ou se rapproche le plus d'un original disparu. La majorité penche toutefois pour la version de Saint-Germain-en-Laye.
| Version | Date                  | Technique      | Dimensions     | Lieu d'exposition                                                |
| ------- | --------------------- | -------------- | -------------- | ---------------------------------------------------------------- |
|         | après 1496            | Huile sur bois | 53 × 65 cm     | Musée municipal de Saint-Germain-en-Laye, France                 |
|         | XVIe siècle           | Huile sur bois | 105 × 139 cm   | Philadelphia Museum of Art, États-Unis                           |
|         | XVIe siècle           | Huile sur bois | 84 × 114 cm    | Musée d'Israël, Jérusalem (ancienne collection Ostier, New York) |
|         | XVIe siècle           | Huile sur bois | 36,8 × 31,1 cm | Collection particulière, Californie                              |
|         | vers 1550 (1543-1580) | Gravure        | 23,8 × 32 cm   | Staatliche Graphische Sammlung, Munich                           |
|         | après 1475            | Dessin         | 27,8 × 20,2 cm | Musée du Louvre, Paris                                           |

Dans d'autres versions de L'Escamoteur, l'histoire du larcin se poursuit. La scène n'est pas entourée d'un mur qui la coupe de l'extérieur, comme ici, mais des maisons apparaissent à l'arrière-plan. Dans l'une d'elles, on voit le moine assis, et un peu plus loin derrière, un gibet auquel ce moine, vrai ou faux, sera probablement pendu — la justice étant ainsi rétablie.
Sur une gravure de Balthasar van den Bosch, qui se présente explicitement comme une réplique de l'œuvre originale, on peut lire un avertissement rimé à l'intention du public : « Il y a de par le monde de nombreux larrons qui, par des tours de magie, font régurgiter aux gens des choses extraordinaires sur la table ; ne t'y fie pas, car lorsqu'on t'aura soulagé de ta bourse, tu le regretteras ».
Outre le fait qu'il a suscité de multiples interprétations (alchimiques, astronomiques, etc.), cet escamoteur a engendré de nombreuses copies, répliques et variations. Il existe en outre un précédent, peint par un élève de Masaccio vers 1460, et qui est la plus ancienne représentation d'escamoteur connue à ce jour.
Ce thème de l'escamoteur et de son éventuel complice sera ensuite beaucoup utilisé dans les estampes vendues sur les marchés ou par colportage, notamment aux XVIIIe siècle et XIXe siècle.
Il existe également une peinture d'escamoteur « honnête », réalisée dans le style de Watteau par Philippe Mercier.

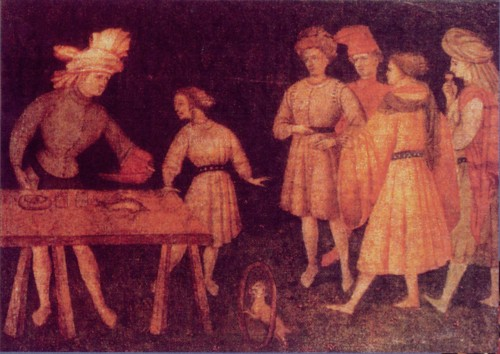
L'Escamoteur peint par un élève de Masaccio (v. 1460)
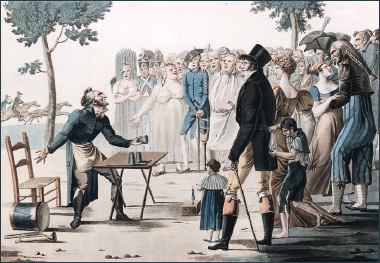
Estampe du XVIIIe siècle
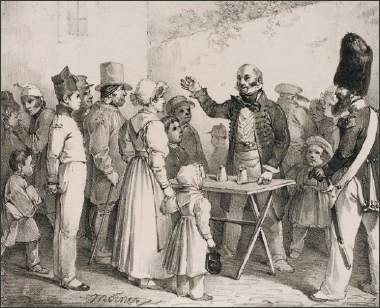
Estampe du XVIIIe siècle
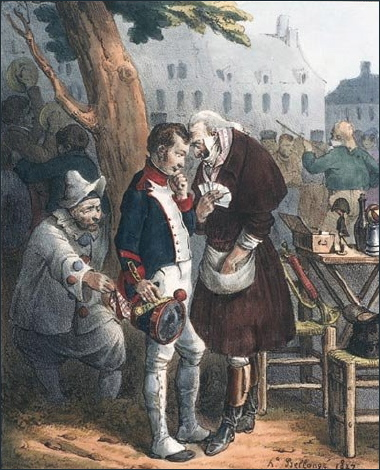
Estampe de 1827
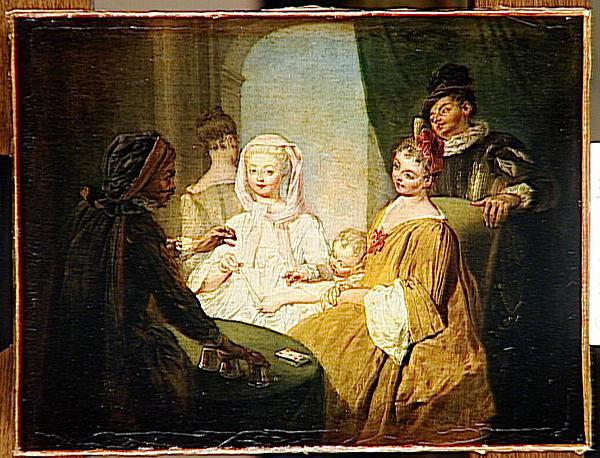
L'Escamoteur par Philippe Mercier

Plus récemment, le thème de « l'escamoteur » est repris par le caricaturiste et dessinateur satirique Tim avec un dessin paru de l'hebdomadaire L'Express, du 31 mars au 6 avril 1969, quelques jours avant la tenue du référendum sur la réforme du Sénat et la régionalisation du 27 avril. Le général de Gaulle y est représenté sous les traits de l'escamoteur, et la muscade qu'il tient dans sa main représente la lettre « O » du « Oui » et sa baguette magique a été remplacée par une urne posée sur la table devant lui.

### Sources et bibliographie
En français
- Jean de Bosschère, Jérôme Bosch et le fantastique, Albin Michel, 1962, 250 p.
- Jacques Darriulat, Jérôme Bosch et la fable populaire, Lagune, 1995, 159 p.
- Jérôme Bosch et L'Escamoteur, Catalogue de l'exposition: Secrets d'escamoteur, Manège Royal, Saint-Germain-en-Laye, 2002, textes d'Agnès Virole, Patrick le Chanu, Bruno Mottin, Frédéric Elsig, Adeline Collange, Éditions Somogy,  (ISBN 2-85056-526-1).
- Roger van Schoute et Monique Verboomen, Jérôme Bosch, Renaissance du Livre, 2003, 234 p. (lire en ligne), p. 190-191
- Franck Perret-Gentil et Jean-Claude Beaune (dir.), « L'Escamoteur », La vie et la mort des monstres, Éditions Champ Vallon,‎ 2004, p. 73-86 (lire en ligne)
- Larry Silver, Bosch, Paris, Citadelles et Mazenod, 2006, 424 p. (ISBN 2-85088-116-3), p. 317-318

En anglais
- (en) Rose-Marie Hagen et Rainer Hagen, What Great Paintings Say, vol. 1, Slovénie, Taschen, 2003 (1re éd. 2000), 494 p. (ISBN 3-8228-2100-4, lire en ligne)
- (en) Elina Gertsman, « Illusion and Deception Construction of a Proverb in Hieronymus Bosch’s « The Conjurer » », Athanor,‎ 2004, p. 31–37 (lire en ligne)
- (en) K. Falk, The Unknown Hieronymus Bosch, Singapour, Goldenstone Press, 2008, 112 p. (ISBN 978-1-55643-759-5, lire en ligne), p. 7

### Émission de radio
- L'escamoteur escamoté, France Culture, 1er janvier 2017[13]